# Chindigere, Gubbi
Chindigere là một làng thuộc tehsil Gubbi, huyện Tumkur, bang Karnataka, Ấn Độ.